# Liste der Kulturgüter in Dörflingen
Die Liste der Kulturgüter in Dörflingen enthält alle Objekte in der Gemeinde Dörflingen im Kanton Schaffhausen, die gemäss der Haager Konvention zum Schutz von Kulturgut bei bewaffneten Konflikten, dem Bundesgesetz vom 20. Juni 2014 über den Schutz der Kulturgüter bei bewaffneten Konflikten sowie der Verordnung vom 29. Oktober 2014 über den Schutz der Kulturgüter bei bewaffneten Konflikten unter Schutz stehen.
Objekte der Kategorie A sind im Gemeindegebiet nicht ausgewiesen, Objekte der Kategorie B sind vollständig in der Liste enthalten, Objekte der Kategorie C fehlen zurzeit (Stand: 1. Januar 2023).

## Kulturgüter
| Foto |                                                                                     | Objekt                                                               | Kat. | Typ | Standort                         | Beschreibung |
| ---- | ----------------------------------------------------------------------------------- | -------------------------------------------------------------------- | ---- | --- | -------------------------------- | ------------ |
| BW   | Datei hochladen                                                                     | Bachtelli, eisenzeitliche Grabhügel KGS-Nr.: 07164                   | B    | F   | 697250 / 285800                  |              |
| BW   | Datei hochladen                                                                     | Seelihau, eisenzeitliche Grabhügel / Nachbestattungen KGS-Nr.: 07165 | B    | F   | 697000 / 285380                  |              |
| ja   | Datei hochladen · Wikidata zu Evangelisch-reformierte Kirche Dörflingen (Q29787110) | Kirche KGS-Nr.: 14137                                                | B    | G   | Dorfstrasse 33.1 696385 / 284740 |              |
| BW   | Datei hochladen · Wikidata zu Bauernhaus (Q29787106)                                | Bauernhaus KGS-Nr.: 14138                                            | B    | G   | Hintergasse 3 696385 / 284679    |              |
| BW   | Datei hochladen · Wikidata zu Wohnhaus / Baugruppe mit Oekonomie (Q29787119)        | Wohnhaus mit Ökonomiegebäude KGS-Nr.: 14139                          | B    | G   | Dorfstrasse 43 696450 / 284718   |              |
| BW   | Datei hochladen · Wikidata zu Kanzlei / Altes Schulhaus (Wohnhaus) (Q29787108)      | Kanzlei / Altes Schulhaus (Wohnhaus) KGS-Nr.: 14140                  | B    | G   | Dorfstrasse 33 696401 / 284724   |              |
| BW   | Datei hochladen · Wikidata zu Wohnhaus (Q29787117)                                  | Wohnhaus KGS-Nr.: 14141                                              | B    | G   | Dorfstrasse 15 696187 / 284786   |              |
| BW   | Datei hochladen · Wikidata zu Rebhüsli Wohnhaus und Oekonomie (Q29787111)           | Rebhüsli, Wohnhaus und Ökonomie KGS-Nr.: 14142                       | B    | G   | Dorfstrasse 1 696135 / 284844    |              |
| BW   | Datei hochladen · Wikidata zu Wohnhausteil (Q29787123)                              | Wohnhausteil KGS-Nr.: 14143                                          | B    | G   | Dorfstrasse 2 696111 / 284824    |              |
| BW   | Datei hochladen · Wikidata zu Wohnhaus mit Oekonomie (Q29787121)                    | Wohnhaus mit Ökonomie KGS-Nr.: 14144                                 | B    | G   | Dorfstrasse 32 696322 / 284724   |              |
| BW   | Datei hochladen · Wikidata zu Vielzweckbau (Q29787113)                              | Vielzweckbau KGS-Nr.: 14145                                          | B    | G   | Dorfstrasse 36 696369 / 284703   |              |
| BW   | Datei hochladen · Wikidata zu Wohnhaus (Q29787116)                                  | Wohnhaus KGS-Nr.: 14146                                              | B    | G   | Rheinstrasse 1 696464 / 284564   |              |